# Завичајни музеј Рума
Завичајни музеј у Руми основан је одлуком Народног одбора општине Рума 1962. године под називом Завичајна музејска збирка. Девет година касније, 1971. године, ова музејска установа мења назив у Музеј у Руми да би 1979. године добила данашњи назив. Од 1963. године, музеј се налази у центру града, у једној од најстаријих зграда у Руми, саграђеној 1772. године.
Завичајни музеј Рума је музеј комплексног типа, који обавља и функцију градске галерије. Његова надлежност се простире на територијама општина источног Срема: Рума, Пећинци, Инђија и Стара Пазова. Сваке године се у њему одржи читав низ културних манифестација, које понекад излазе из оквира стриктно музејске делатности. Укупан фонд музеја износи преко 10.000 јединица које су распоређене у пет збирки. Најбројније су: историјска, археолошка и ликовна, док су техничка и етно збирка у фази конституисања.
У редовну годишњу делатност Музеја спада и организовања Ликовне колоније „Борковац”, покренуте још 1968. године, у којој учествују реномирани уметници из читаве Југославије, као и група локалних аутора. Дела сакупљена током трајања Колоније чувају се у Музеју и представљају окосницу Ликовне збирке.
У сталној поставци музеја је приказан континуирани развој културе и цивилизације на територији града Руме и околине од праисторије до модерних времена. Издавачка делатности Музеја се огледа у публиковању Зборника – Завичајног музеја Рума, годишњака који представља збир стручних радова запослених и сарадника, као и других дела из области ближе и даље прошлости Руме и околине.
Музеј располаже са четири изложбене просторије, на сваком спрату по две, као и лапидаријумом који се налази у дворишту. У просторијама на спрату налазе се два легата (спомен збирке): сликара и графичара, академика Миливоја Николајевића и самоуког сликара др Романа Соретића. 